# Franco Nanni (1948)
Franco Nanni (Pisa, 11 maggio 1948) è un dirigente sportivo, allenatore di calcio ed ex calciatore italiano, di ruolo attaccante o centrocampista.
Soprannominato Bombardino per via dei suoi tiri da fuori area, tant'è vero che la sua rete decisiva messa a segno nel derby del 12 novembre 1972 viene ricordata dai tifosi laziali come “lo scaldabagno di Franco Nanni”, a testimonianza della potenza utilizzata per scagliare la sfera direttamente in porta dalla lunga distanza.

## Carriera

### Giocatore

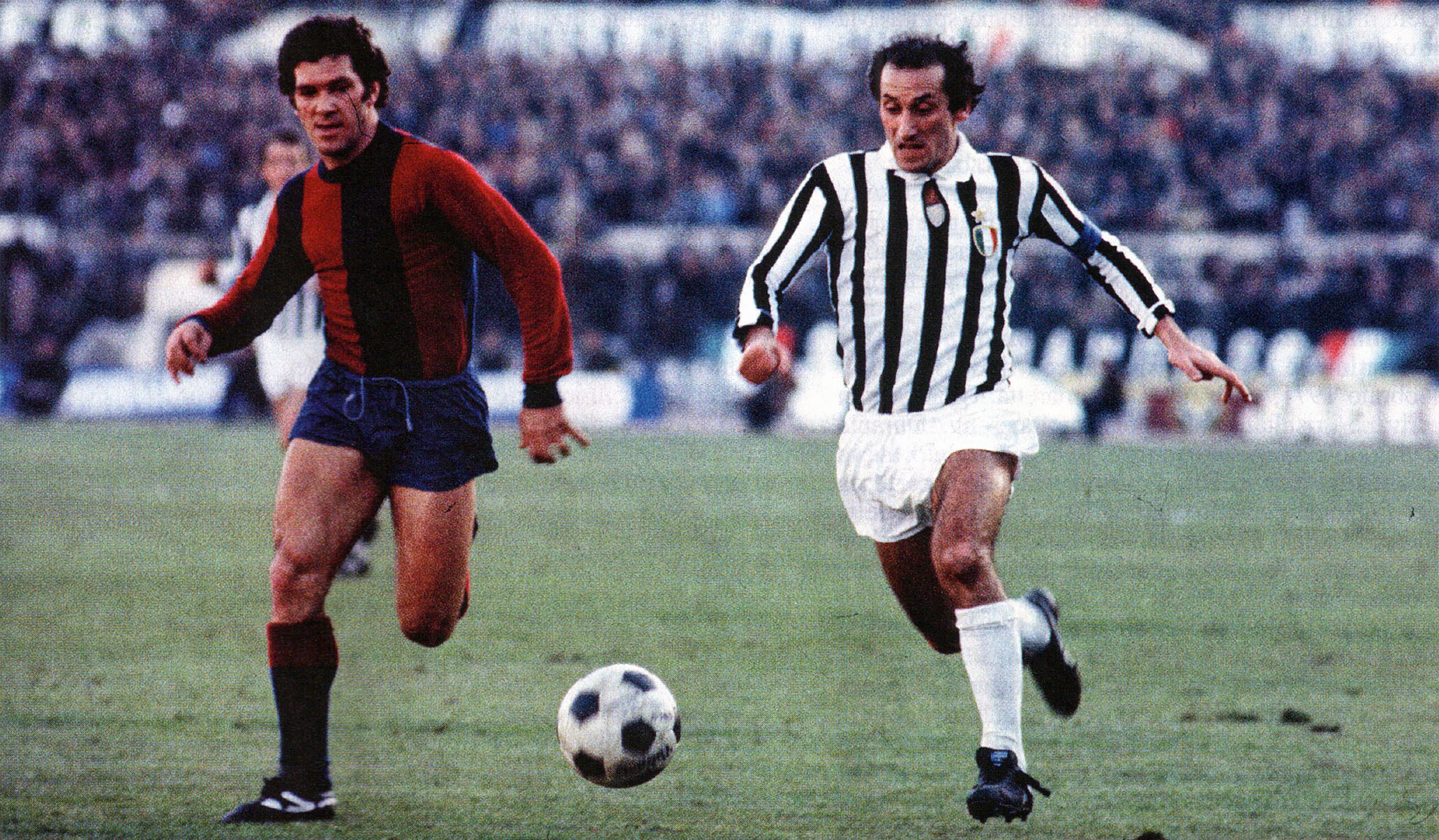
Nanni (a sinistra) in azione in maglia rossoblù, in lotta per il pallone con lo juventino Furino.

Cresciuto nelle giovanili del Pisa per poi passare a quelle della Juventus in veste di attaccante e successivamente come centrocampista, inizia la sua carriera tra i professionisti nel Trapani; arrivato quindi in Serie A tardò a trovare una collocazione stabile prima nella Lazio di Juan Carlos Lorenzo e dopo in quella di Tommaso Maestrelli, che alla fine lo inquadrò nel ruolo di mediano, vincendo da titolare anche uno Scudetto nell'annata 1973-74.
Nella stagione 1975-76 passa al Bologna dove rimane per tre stagioni segnando proprio alla Lazio all'Olimpico un goal che valse ai felsinei la vittoria all'ultima giornata che permise loro di raggiungere la salvezza.
In carriera ha totalizzato 153 presenze e 20 reti in Serie A e 41 presenze e una rete in Serie B.

### Allenatore
Nel 1985 viene chiamato dall'allora presidente della Lazio, il suo ex compagno di squadra Giorgio Chinaglia, a far parte dello staff di tecnici nel settore giovanile biancoceleste. Passa anche sulla panchina della Lazio Calcio femminile fino a collaborare col club capitolino in qualità di osservatore per circa dodici anni.
Prende il patentino di allenatore di seconda categoria ed allena una dopo l'altra il Grosseto, la squadra della Guardia di Finanza, il Tor di Quinto e la Nuova Milvia.

### Dirigente
Dal 2009 al 2013 ricopre l'incarico di responsabile tecnico nella Nuova Milvia. Nel 2014 ha creato l'Accademia Calcio Franco Nanni, della quale oltre che essere fondatore è anche allenatore della formazione Juniores. Dal 2016 l'Accademia Calcio Franco Nanni e la società Saxa Flaminio Labaro creano un unico grande bacino di scuola calcio nell'area di Roma Nord.

## Palmarès

Franco Nanni con la maglia scudettata della nella stagione 1974-75.

### Giocatore

#### Competizioni giovanili
- Allievi Professionisti: 1

Juventus: 1964-1965

#### Competizioni nazionali
- Campionato italiano: 1

Lazio: 1973-1974

#### Competizioni internazionali
- Coppa delle Alpi: 1

Lazio: 1971

#### Altre competizioni
- Campionato De Martino: 1

Lazio: 1970-1971
- Campionato Under 23: 1

Lazio: 1973-1974